# Бокельвиц
Бокельвиц (нем. Bockelwitz) — бывшая община в немецкой федеральной земле Саксония. С 1 января 2012 года входит в состав города Лейсниг. 
Подчиняется административному округу Кемниц. Входит в состав района Дёбельн.  Население составляет 2633 человека (на 31 декабря 2010 года). Занимает площадь 34,54 км². Официальный код  —  14 3 75 020.
Община подразделялась на 24 сельских округа.

## Известные уроженцы
- Гейде, Иоганн Эрих (1892–1979) — немецкий философ и психолог